# Ajat (plaats)
Ajat (Russisch: Аять) is een nederzetting met stedelijk karakter in het gemeentelijk district Nevjanski van de Russische oblast Sverdlovsk. De plaats ligt op 41 kilometer ten noordwesten van Jekaterinenburg aan de spoorlijn tussen deze stad en Nevjansk en noordelijkere steden. In 1968 had de plaats ongeveer 2000 inwoners, in 2002 nog maar 875. Bij de plaats werd vroeger turf gewonnen.